# Aelurillus lucasi
Aelurillus lucasi är en spindelart som beskrevs av Roewer 1951. Aelurillus lucasi ingår i släktet Aelurillus och familjen hoppspindlar. Inga underarter finns listade i Catalogue of Life.